# Cagan-Czełutaj (Kraj Zabajkalski)
Cagan-Czełutaj (ros. Цаган-Челутай) – wieś w Rosji, w Kraju Zabajkalskim, w rejonie mogojtujskim. W 2010 liczyła 1248 mieszkańców.